# Bülent Aziz Esel
Aziz Esel Bülent (Istanbul, 23 luglio 1927 – Smirne, 17 agosto 2004) è stato un calciatore turco, di ruolo attaccante.

## Carriera
Attaccante del Beşiktaş e valorizzato da Giuseppe Meazza che lo allena nel 1947-1948, viene prelevato da Paolo Mazza per la sua SPAL appena approdata in Serie A nel 1951. Bülent, con 13 reti, si rivelerà capocannoniere dei ferraresi.
Giocherà altri due anni con la SPAL per poi tornare, nel 1954, a giocare in Turchia. In Italia ha giocato 78 partite in Serie A andando a segno 25 volte.
Ha giocato anche diversi incontri nella Nazionale turca.